# 順正大王
順正大王，是閩南泉州晉江市青陽地區的鄉土神靈，明朝永樂年間敕封慈濟顯應威烈明王，明末又封順正武惠大王，簡稱黃王爺，民間稱其為紅祖公。

## 源由
台灣彰化縣鹿港鎮溝墘里巡狩宮之說法如下：大王公名黃三裕，自幼父母雙亡在富人家幫傭，秉性慈愛，接濟貧困長者、甚至餵食螞蟻。一日奉主人之命看顧釀酒柴火，至深夜柴薪用盡，王公以雙腳代替入火而過世，主人感其盡責為其建「義僕祠」奉祀。宋末因曾顯靈救助皇帝而被敕封為「護國武惠順正大王」。

## 祭祀
聖誕為農曆九月初五，祖廟為晉江青陽石鼓廟。除下述廟宇外亦為台中龍井紀氏、晉江青陽蔡柯二氏後裔奉祀。
台灣台中龍井龍津里一帶有此傳說：紀氏先祖的母親曾得無藥可醫之怪病，後夢一號曰「紅面神童」之童子神為其看診痊癒．故以其為紀氏守護神，此神即今順福宮之順正府大王公。
台灣彰化縣溪湖鎮湖仔內地區（今湖西里、汴頭里、大突里、田中里、河東里之車店庄及竹頭仔)有於農曆二月二日迎請「順正府大王公」及福德正神繞境之習俗。相傳清領時期該地發生嚴重牛瘟，在楊氏族人迎請胡厝（今溪湖國中斜對面）胡氏族人所供奉「大王公」及湖仔內眾神繞境釘符後化解，其後將一尊「大王公」留於湖仔內由各庄輪流奉祀，並於農曆二月二日湖仔內繞境時將「大王公」請回胡厝（後來建成玉清宮）供胡氏族人參拜。此活動被稱為「羊仔走稠」，有「羊仔走稠，不走會衰逍」之俗諺流傳。

### 主祀
臺灣主祀廟宇包含
- 臺北市萬華區艋舺龍津宮－清道光五年（1825年）由晉江縣五店市（今晉江市青陽街道）經商者由石鼓廟奉請來台。[5]

　地址：臺北市萬華區長沙街2段184號
- 新北市三重清海宮－為主神之一

　地址：新北市三重區民生街38巷4弄5號
- 臺中市北區清德宮

　地址：臺中市北區精武路568號
- 臺中市清水區石鼓廟

　地址：臺中市清水區南社路178-1號
- 彰化縣鹿港鎮楊厝庄樂安宮－清康熙五十九年（1720年）建梁媽廳，順正大王不知何時入祀。[6]

　地址：彰化縣鹿港鎮楊厝巷41號
- 彰化縣鹿港鎮溝墘里棋盤厝巡狩宮－約於清領時期由泉州府奉請來台。[1]
- 彰化縣溪湖鎮汴頭保安宮－清領時期自胡厝（今溪湖國中斜對面，現為玉清宮）迎請，「羊仔走稠」祭典參與廟宇之一。[3][4]

　地址：彰化縣溪湖鎮汴頭里福德路261巷
- 彰化縣溪湖鎮頂庄角鎮安宮－清乾隆年間由泉州府晉江縣青陽黃氏迎請來台。[7]

　地址：彰化縣溪湖鎮崙仔路頂庄巷23之1號
- 彰化縣溪湖鎮東寮里胡厝玉清宮－由振隆堂胡氏自泉州府南安縣圳邊鄉（今美林街道李西村）迎請來台祀奉於胡氏居處，1995年建成廟宇，「羊仔走稠」祭典參與廟宇之一。神尊為粉面。[8]

　地址：彰化縣溪湖鎮東寮里興學街331號。
- 彰化縣線西鄉順安宮－清嘉慶元年（1796年）晉江黃氏奉請至線西堡寓埔庄永坑，建傳芳堂奉祀，1972年由黃富朝、黃奇遷、陳萬成、黃公照、黃奇麟等人發起興建，1974年入火安座。[9]

　地址：彰化縣線西鄉寓埔村沿海路809號
- 彰化縣線西鄉永安宮－清光緒初年晉江黃氏奉請至線西堡寓埔庄永坑，建傳芳堂奉祀，1973年由黃水木、黃阿五、黃金專、黃錫欽、黃順江等人成立興建籌備委員會，1974年建成。[10]

　地址：彰化縣線西鄉寓埔村177-1號
- 彰化縣福興鄉大崙順正大王府－神像為粉面。

　地址：彰化縣福興鄉大崙村大崙街47之3號
- 彰化縣福興鄉大崙順正府－神像為粉面。

　地址：彰化縣福興鄉大崙村大崙街54號
- 臺南市東山區枋子林慶安宮（枋子林公厝）－最早應於日治時期即存在。[11]

　地址：臺南市東山區科里里17鄰枋子林62號
- 高雄市路竹區後鄉順安宮－建於清乾隆十一年(1746年)。[12]

　地址：高雄市路竹區後鄉里順安路60之1號

### 配祀
- 新北市貢寮區德心宮－約建於清乾隆年間。

　地址：新北市貢寮區雙玉里德心街10號
- 台中市龍井區龍津順福宮－清乾隆二年(1737年)建，為當地紀氏奉請來台。[2]

　地址：臺中市龍井區龍津里中央路1段165巷80弄32號
- 彰化縣彰化市集義宮－日治時期因市區改正拆廟才遷入，神像為粉面。[13]

　地址：彰化市永生里民權路73號
- 彰化縣溪湖鎮湖西里南天宮－清領時期自胡厝（今溪湖國中斜對面，現為玉清宮）迎請，「羊仔走稠」祭典參與廟宇之一。[3]

　地址：彰化縣溪湖鎮湖西里湖西巷40-1號。
- 彰化縣溪湖鎮大庭明聖宮－神像位於正龕內，為粉面。

　地址：彰化縣溪湖鎮大庭里。
- 雲林縣土庫鎮鳳山寺－原為清嘉慶年間郭氏奉祀於過港糖廓（土庫源順花生油廠、過港六房媽廟附近），於清道光末年糖廓解散後遷入鳳山寺。[14]

　地址：雲林縣土庫鎮中正路225號
- 台南市鹽埕天后宮（帆港天后宮）－約建於清乾隆二十三年(1758年)，據說原祀自石鼓廟分迎而來之武惠尊王，後來才改主祀媽祖。[15][16]

　地址：臺南市南區鹽埕路291巷15號
- 臺南市南廠廣州宮－首創於大正五年(1916年)，(1950年)由信徒楊丁賜、黃樹、董全壽等募建而成，神像粉面有鬚。[17]

　地址：臺南市中西區大德街105號
- 高雄市小港區邦坑龍鳳宮

　地址：高雄市小港區岐山一路30之7號
- 高雄市小港區鳳福宮－清領時期初由福建泉州府同安縣尾厝巷迎請來台，昭和五年(1930年)由林寵於現址建廟。[18]

　地址：高雄市小港區鳳福路2號

## 外部連結
民國辛巳年（2001年）湖仔內二月二迎福德正神暨大王公遶境慶典活動流程記錄 （页面存档备份，存于）
順正府大王公傳奇影片